# Sertularella clarkii
Sertularella clarkii is een hydroïdpoliep uit de familie Sertulariidae. De poliep komt uit het geslacht Sertularella. Sertularella clarkii werd in 1878 voor het eerst wetenschappelijk beschreven door Mereschkowsky. 